# オリンピア・スノー
オリンピア・ジーン・バウチレス・スノー（英語: Olympia Jean Bouchles Snowe、1947年2月21日 - ）は、アメリカ合衆国の政治家。メイン州上院議員、メイン州選出連邦下院議員、メイン州選出連邦上院議員を歴任した。2番目の夫のジョン・R・マッカーナン・ジュニアは元メイン州知事。ギリシャ正教徒である。